# Community Shield 2015
Fue la edición N° 93 de la FA Community Shield, disputada por el Chelsea como ganador de la Premier League 2014/15 y el Arsenal, campeón de la FA Cup 2014-15 el 2 de agosto de 2015.
El ganador fue el Arsenal, que venció 1-0 al Chelsea con gol de Alex Oxlade-Chamberlain. Consiguiendo su título 14° de Community Shield.

## Equipos participantes
| Chelsea |  | Bandera de Inglaterra |  | Campeón de la Premier League (2014-15) |
| Arsenal |  | Bandera de Inglaterra |  | Campeón de la FA Cup (2014-15)         |

## Partido
| 33         | POR        | Petr Čech               |     |
| 24         | DEF        | Héctor Bellerín         |     |
| 4          | DEF        | Per Mertesacker         |     |
| 6          | DEF        | Laurent Koscielny       |     |
| 18         | DEF        | Nacho Monreal           |     |
| 34         | MED        | Francis Coquelin        |     |
| 16         | MED        | Aaron Ramsey            |     |
| 19         | MED        | Santi Cazorla           |     |
| 15         | DEL        | Alex Oxlade-Chamberlain | 77' |
| 11         | DEL        | Mesut Özil              | 82' |
| 14         | DEL        | Theo Walcott            | 66' |
| Entrenador | Entrenador | Arsène Wenger           |     |

| 13         | POR        | Thibaut Courtois   |     |
| 2          | DEF        | Branislav Ivanović |     |
| 24         | DEF        | Gary Cahill        |     |
| 26         | DEF        | John Terry         | 82' |
| 28         | DEF        | César Azpilicueta  | 69' |
| 7          | MED        | Ramires            | 54' |
| 21         | MED        | Nemanja Matic      |     |
| 22         | MED        | Willian            |     |
| 10         | MED        | Eden Hazard        |     |
| 4          | MED        | Cesc Fàbregas      |     |
| 18         | DEL        | Loïc Rémy          | 46' |
| Entrenador | Entrenador | José Mourinho      |     |

| 12 | DEL | Olivier Giroud | 66' |
| 8  | MED | Mikel Arteta   | 77' |
| 3  | DEF | Kieran Gibbs   | 82' |

| 9  | DEL | Radamel Falcao | 46' |
| 8  | MED | Oscar          | 54' |
| 5  | DEF | Kurt Zouma     | 69' |
| 20 | MED | Victor Moses   | 82' |

| Anotado | 24' | Alex Oxlade-Chamberlain | 1–0 |

|  |

| Amonestado | 67' | Francis Coquelin |

| Amonestado | 65' | César Azpilicueta |

| Árbitro             | Anthony Taylor |
| Árbitros asistentes | Gary Beswick   |
| Árbitros asistentes | John Brooks    |
| Cuarto árbitro      | Roger East     |

| 33         | POR        | Petr Čech               |     |
| 24         | DEF        | Héctor Bellerín         |     |
| 4          | DEF        | Per Mertesacker         |     |
| 6          | DEF        | Laurent Koscielny       |     |
| 18         | DEF        | Nacho Monreal           |     |
| 34         | MED        | Francis Coquelin        |     |
| 16         | MED        | Aaron Ramsey            |     |
| 19         | MED        | Santi Cazorla           |     |
| 15         | DEL        | Alex Oxlade-Chamberlain | 77' |
| 11         | DEL        | Mesut Özil              | 82' |
| 14         | DEL        | Theo Walcott            | 66' |
| Entrenador | Entrenador | Arsène Wenger           |     |

| 13         | POR        | Thibaut Courtois   |     |
| 2          | DEF        | Branislav Ivanović |     |
| 24         | DEF        | Gary Cahill        |     |
| 26         | DEF        | John Terry         | 82' |
| 28         | DEF        | César Azpilicueta  | 69' |
| 7          | MED        | Ramires            | 54' |
| 21         | MED        | Nemanja Matic      |     |
| 22         | MED        | Willian            |     |
| 10         | MED        | Eden Hazard        |     |
| 4          | MED        | Cesc Fàbregas      |     |
| 18         | DEL        | Loïc Rémy          | 46' |
| Entrenador | Entrenador | José Mourinho      |     |

| 12 | DEL | Olivier Giroud | 66' |
| 8  | MED | Mikel Arteta   | 77' |
| 3  | DEF | Kieran Gibbs   | 82' |

| 9  | DEL | Radamel Falcao | 46' |
| 8  | MED | Oscar          | 54' |
| 5  | DEF | Kurt Zouma     | 69' |
| 20 | MED | Victor Moses   | 82' |

| Anotado | 24' | Alex Oxlade-Chamberlain | 1–0 |

|  |

| Amonestado | 67' | Francis Coquelin |

| Amonestado | 65' | César Azpilicueta |

| Árbitro             | Anthony Taylor |
| Árbitros asistentes | Gary Beswick   |
| Árbitros asistentes | John Brooks    |
| Cuarto árbitro      | Roger East     |

| Campeón Community Shield 2015 |
| ----------------------------- |
| Arsenal 14° título            |

| Predecesor: Community Shield 2014 | Community Shield 2015 | Sucesor: Community Shield 2016 |

- Datos: Q20018429
- Multimedia: 2015 FA Community Shield / Q20018429